# 赫里亞達 (利維夫區)
49°56′16″N 24°2′3″E / 49.93778°N 24.03417°E
赫里亞達（烏克蘭語：Гряда），是烏克蘭西部利維夫州利維夫區利維夫市鎮的村落，在利維夫北方距離約13公里，處於卡佩利夫卡河畔，面積15.8平方公里，2001年該村落人口1,221。